# المعهد العالي للدعوة والاحتساب
المعهد العالي للدعوة والاحتساب معهد يتبع لجامعة الإمام محمد بن سعود الإسلامية، يقع مقره في الرياض. تأسس بعد صدور موافقة سامية برقم 3/م بتاريخ 1396/6/15هـ على إنشاءه. يتميز المعهد بكونه متخصص بمنح درجتي الماجستير والدكتوراه فقط.

## التاريخ
يتضمن المعهد قسمين، أحدهما للدعوة والاحتساب والآخر للإعلام وكلاهما على مستوى الدراسات العليا ويمنحان درجتي الماجستير والدكتوراه. يتكون قسم الإعلام من شعبتين، هما: شعبة الإذاعة والتلفاز وشعبة الصحافة.
في عام 1404هـ، صدرت موافقة المجلس الأعلى للجامعة على ضم المرحلة الجامعية لقسم الإعلام بكلية اللغة العربية إلى مرحلة الدراسات العليا بالمعهد العالي للدعوة الإسلامية ليتحول القسمان إلى كلية الدعوة والإعلام. وفي تاريخ 1433 وافق مجلس التعليم العالي بتعديل اسم الكلية إلى المعهد العالي للدعوة والاحتساب، تضم قسم الدعوة، قسم الحسبة والرقابة، قسم الدراسات الإسلامية المعاصرة. وجميعهم يقدمون برامج الدراسات العليا.

## أقسام المعهد
- قسم الدعوة.
- قسم الحسبة والرقابة.
- قسم الدراسات الإسلامية المعاصرة.

## العمداء
- سليمان بن عبدالله الحبس.[2]
- عبدالله اللحيدان.[3]

- محمد الزهراني.[4]

- وليد بن عبدالله العثمان.[5] (حاليًا)